# Piszkéstető-Observatorium

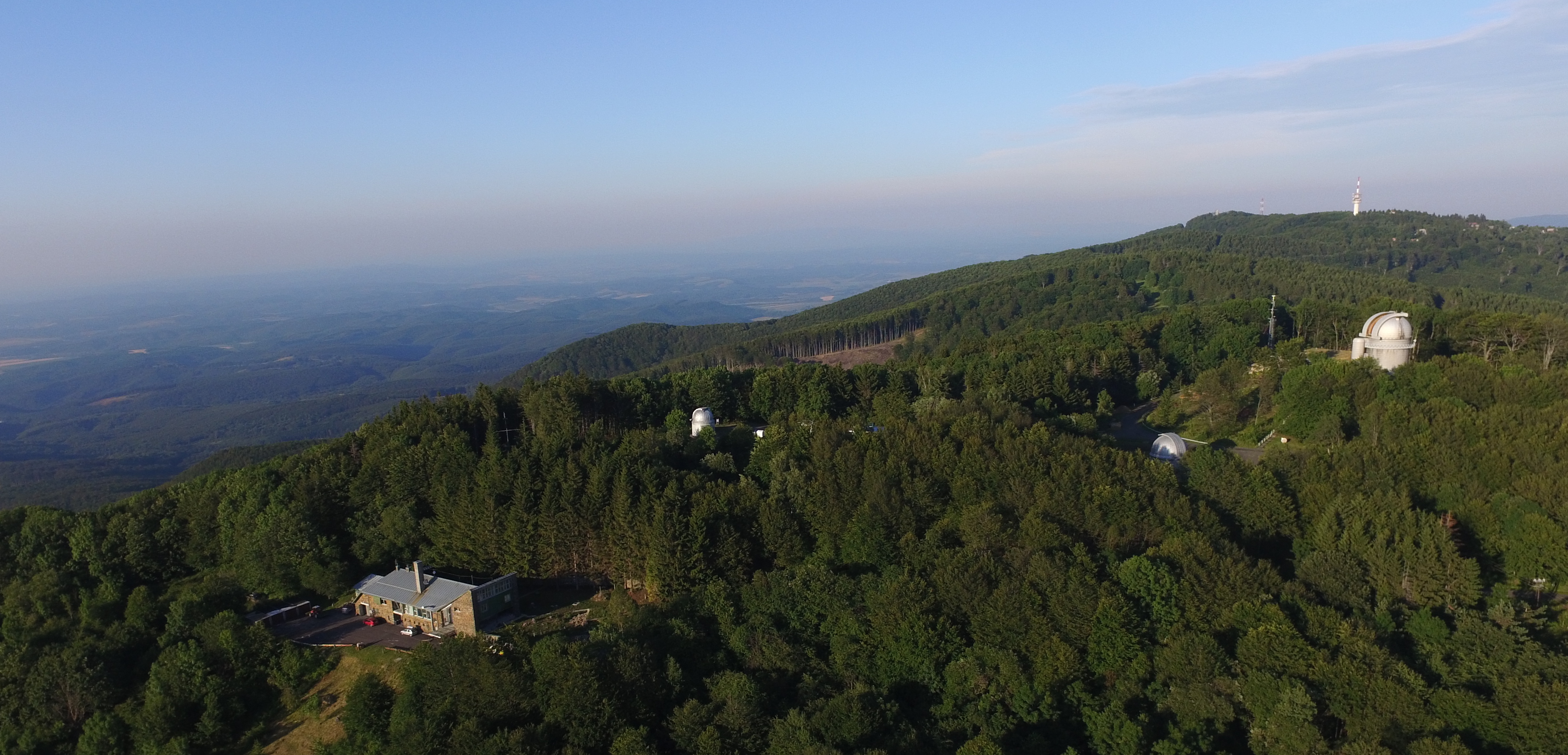
Luftbild des Piszkéstető-Observatoriums

Das Piszkéstető-Observatorium ist eine Sternwarte in Ungarn. Sie steht in der Gemeinde Mátraszentimre auf dem 944 m hohen Berg Piszkés-tető im Mátra-Gebirge, gut 90 Kilometer nordöstlich der Hauptstadt Budapest. Gebaut wurde sie in den 1960er und 1970er Jahren. Die Sternwarte ist eine Station des Konkoly-Observatoriums, Betreiber ist die Ungarische Akademie der Wissenschaften.
Am Piszkéstető-Observatorium wurden unter anderem Asteroiden entdeckt. Zu den Entdeckern gehören Milan Antal, Zsuzsanna Heiner, László Kiss, Szabolcs Mészáros, Krisztián Sárneczky, Brigitta Sipőcz und Gyula M. Szabó.

## Teleskope
Die Sternwarte verfügt über folgende Teleskope:
- ein 1,01-m-Ritchey-Chrétien-Teleskop mit Coudé-Fokus seit 1974
- ein 60/90/180-Schmidt-Teleskop seit 1962
- ein 50-cm-Cassegrain-Teleskop seit 1966
- ein 40-cm-Ritchey-Chrétien-Teleskop seit 2010